# Gyulai Városerdő
Városerdő Gyulához tartozó, főként nyaralókból és hétvégi házakból álló lakott külterület.

## Fekvése
Az Alföldön, Békés vármegyében, Gyula és Sarkad között, Gyulától 5 km-re északkeletre, a Fekete-Körös bal partján fekszik.
Vasúton a MÁV 128-as számú Békéscsaba–Kötegyán–Vésztő–Püspökladány-vasútvonalán lévő Gyulai Városerdő megállóhelyig utazva közelíthető meg. 
Közúton a 4219-es számú mellékúton érhető el.

## Látnivalók
- Városerdőhöz tartozik egy szabadstrand a Fekete-Körösön (vízimentő-szolgálattal a nyári szezonban), valamint egy a Dél-alföldi Erdészeti Zrt. által üzemeltetett 138 férőhelyes erdei iskola és vendégház.
- A környező erdő rendkívül gazdag állat-, és növényállománya miatt tanösvényeit gyakran látogatják iskolások.
- „József Szanatórium” nevű tüdőkórház a Fekete-Körös jobb partján.[1]